# 사스키아 버마이스터
사스키아 버마이스터(Saskia Burmeister, 1985년 2월 12일 ~ )는 오스트레일리아의 배우이다.

## 출연 작품
- 블랙 앤 화이트 앤 섹스 (2011)
- 콜드 소어 (2010)
- 더 잼드 (2007)
- 헤이팅 앨리슨 애슐리 (2005)
- 유태인 청년 (2005)
- 벼락 맞다 (2004)